# Отан (село)
Отан (каз. Отан, до 2000 г. — Степное) — село в Жетысайском районе Туркестанской области Казахстана. Входит в состав Абайского сельского округа. Код КАТО — 514433400.

## Население
В 1999 году население села составляло 1550 человек (739 мужчин и 811 женщин). По данным переписи 2009 года, в селе проживало 1711 человек (852 мужчины и 859 женщин).